# Miss Nobody

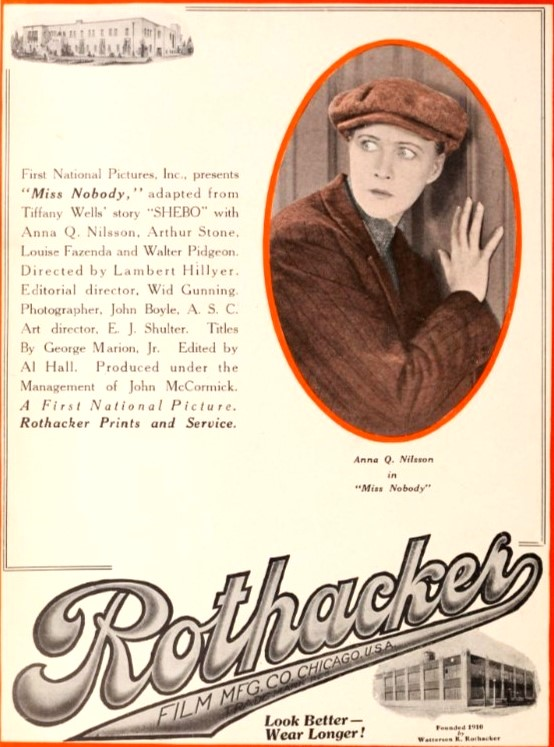
Cartaz de anúncio de Miss Nobody.

Miss Nobody é um filme mudo do gênero drama produzido nos Estados Unidos e lançado em 1926.